# سكوت شانون
سكوت شانون (بالإنجليزية: Scott Shannon)‏ هو مقدم برامج إذاعية أمريكي، ولد في 25 يوليو 1947.

## وصلات خارجية
- سكوت شانون على موقع الموسوعة البريطانية (الإنجليزية)
- سكوت شانون على موقع ديسكوغز (الإنجليزية)